# 拉法达利
拉法达利（義大利語：Raffadali），是意大利阿格里真托省的一个市镇。总面积22.19平方公里，人口12949人，人口密度583.6人/平方公里（2009年）。ISTAT代码为084030。